# Sepolcro di Costantino Castriota Scanderberg
Il sepolcro di Costantino Castriota Scanderberg è un monumento funebre custodito all'interno del chiostro minore del convento di Santa Maria la Nova, presso l'omonima chiesa di Napoli.

## Storia e descrizione
Il sepolcro viene realizzato nel 1500 da Jacopo della Pila per ospitare le spoglie mortali di Costantino Castriota, vescovo di Isernia, figlio di Giovanni II Castriota e nipote di Giorgio Castriota, detto Scanderbeg.
Il monumento, posto nei pressi della porta d'ingresso della sacrestia, presenta alla base una sfinge che funge da cariatide, la quale sostiene con le mani la lapide dov'è inciso l'epitaffio:
Sopra la lapide si trova il sarcofago: questo presenta ai lati semplici scanalature, mentre sul coperchio è scolpito il corpo del defunto in abiti pontificali. L'opera si completa, nella parte superiore, con un bassorilievo raffigurante le Vergini mentre nel fastigio è la figura a mezzobusto dell'Eterno Padre.